# A Gift from Earth
A Gift from Earth (Cadou de pe Pământ) este un roman științifico-fantastic scris de Larry Niven care a apărut prima dată în 1968 la Ballantine Books.

## Prezentare
Povestea are loc pe o colonie umană, care este localizată pe planeta fictivă Plateau din Tau Ceti. Suprafața acestei planete este foarte neobișnuită. Partea sa locuită este așa-numitul „Platou”. „Platoul” este un munte care este perpendicular pe suprafața planetei, iar vârful său este plat. Există două părți aflate în război pe această planetă: coloniștii și ekii (Ekii sunt descendenții echipajului navei colonizatoare). Cine comite infracțiuni, este „dezasamblat” într-o bancă de organe. Dar numai Ekii au acces deschis la acesta, ceea ce a creat un dezechilibru în privința drepturilor. În timpul întâmplărilor descrise în roman, o navă robot a ajuns de pe Pământ cu „Cadouri” în domeniul bioingineriei care poate anula nevoia oamenilor de a folosi această banca de organe în următorii ani, dar autoritățile decid să nu dezvăluie acest lucru oamenilor. În paralel cu aceste evenimente, un grup de oameni și un pierzător cu abilități psihice lansează acțiuni revoluționare pe planetă, în urma cărora este dezvăluit secretul despre navă și despre încărcătura acesteia.